# Nous n'irons plus au bois
Pour les articles homonymes, voir Nous n'irons plus au bois (homonymie).

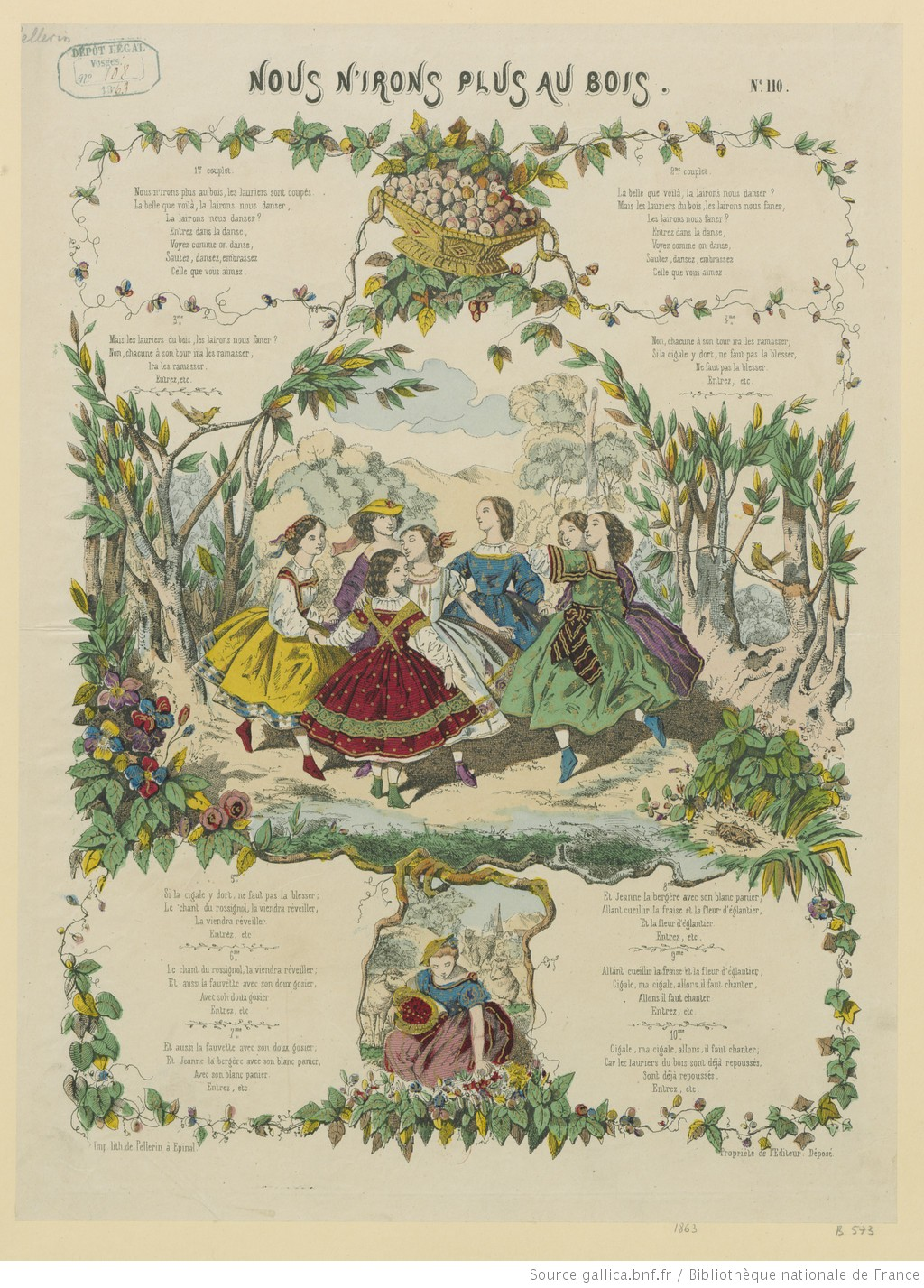
Nous n'irons plus au bois, image d'Épinal, Imagerie Pellerin (1863).

Nous n'irons plus au bois est une ronde enfantine française, chantée pour la première fois à la Noël 1753 dans le jardin de l'hôtel d'Évreux, alors propriété de Madame de Pompadour, qui venait de lui être offert par Louis XV.

## Analyse
La comptine pour enfants Nous n'irons plus au bois... aurait un sens caché et pamphlétaire qui ne s'adresse pas aux enfants : elle dénoncerait de façon détournée l'interdiction des maisons de prostitution pendant une partie du règne de Louis XIV et ferait l’apologie de l'orgie sexuelle[source insuffisante]. Sous l'influence de madame de Maintenon et face à une épidémie de maladies vénériennes, le roi signe l'ordonnance du 20 avril 1684 qui renforce les pouvoirs de la police et instaure le délit de prostitution. Les maisons de passe arboraient une branche de laurier au-dessus de la porte, ce qui explique le début de la chanson « Nous n'irons plus aux bois, les lauriers sont coupés »,. Dans une autre version, Mme de Maintenon aurait demandé au roi de couper les lauriers du parc de Versailles car on y trouvait autant de filles que d'arbres[source insuffisante]. Selon Alain Rustenholz, il s'agit plus d'une déploration de la marquise de Pompadour qui n'avait pu récupérer les bosquets des Champs-Élysées.

## Paroles
Nous n’irons plus au bois, les lauriers sont coupés

La belle que voilà, ira les ramasser

Refrain :

Entrez dans la danse, voyez comme on danse,

Sautez, dansez, embrassez qui vous voudrez.

Et les lauriers du bois les laiss’rons nous faner

Non, chacune à son tour ira les ramasser

Refrain

Si la cigale y dort, ne faut pas la blesser

Le chant du rossignol la viendra réveiller

Refrain

Et aussi la fauvette avec son doux gosier

Et Jeanne, la bergère, avec son blanc panier,

Refrain

Cigale, ma cigale, allons, il faut chanter

Car les lauriers du bois sont déjà repoussés

Refrain

## Postérité
- La version musicale a servi de la fin des années 1940 jusqu'en 1995, pour assurer la mise en onde des émetteurs ondes courtes de l'ORTF, (devenu Radio France Internationale en 1975). Dans le jargon des ondes courtes, on appelle ça un signal d'intervalle, qui permet aux auditeurs en recherche de fréquences de retrouver une station, la différenciant des autres, donc d'autres pays émetteurs.
- Elle est la chanson favorite de Claude Debussy, citée dans quatre de ses partitions[7],[8] : dans la mélodie La Belle au bois dormant[7], dans Quelques aspects de "Nous n'irons plus au bois" parce qu’il fait un temps insupportable du recueil de 3 pièces pour piano Images oubliées[9], dans Jardins sous la pluie du recueil de 3 pièces pour piano Estampes, et dans le troisième mouvement des Images pour orchestre, Rondes de printemps[8].
- La réalisatrice Chantal Akerman, un groupe d'enfants, et l'actrice Claire Wauthion interprètent une récitation du premier couplet et du refrain de cette chanson à la fin du film révolutionnaire d'Akerman Je, tu, il, elle.
- Dans la version française du film Les Goonies, vers la fin du film, Jake et Francis Fratelli tentent d'attraper leur frère difforme : Sinok. En le faisant sauter à la corde tout en chantant le refrain de la comptine.
- Jacques Brel, La Colombe.